# Urofiza

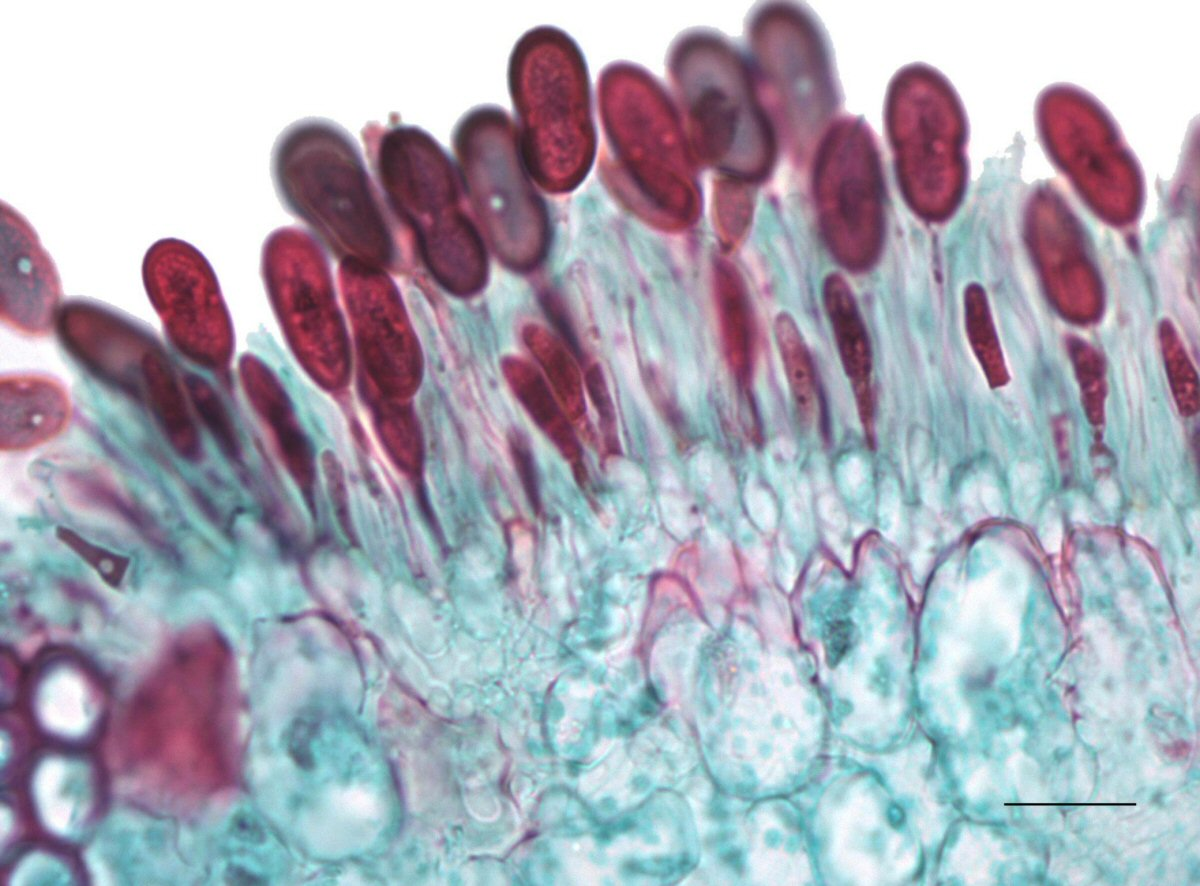
Brązowe urediniospory i niebieskie urofizy w uredinium rdzy zbożowej

Urofiza – u grzybów jest to płonna strzępka występująca w urediniach u przedstawicieli wielu rodzajów grzybów z rzędu rdzowców (Pucciniales). Urofizy mogą się znajdować na brzegach urediniów, lub pomiędzy powstającymi w nim urediniosporami. Ich obecność i morfologia mają znaczenie przy oznaczaniu gatunków tych grzybów.